# Nepenthes saranganiensis
Nepenthes saranganiensis är en tvåhjärtbladig växtart som beskrevs av Sh. Kurata. Nepenthes saranganiensis ingår i släktet Nepenthes och familjen Nepenthaceae. Inga underarter finns listade i Catalogue of Life.